# Alicja Baluch
Alicja Maria Baluch, z domu Szymańska (ur. 16 stycznia 1944 we Lwowie) – polska polonistka, literaturoznawczyni, badaczka literatury dla dzieci i młodzieży.

## Życiorys
W 1966 ukończyła studia polonistyczne na Uniwersytecie Jagiellońskim, pracę magisterską Narracja uzasadnieniem idei "Bram raju" Jerzego Andrzejewskiego napisała pod kierunkiem Kazimierza Wyki. W latach 1966–1974 pracowała jako nauczycielka języka polskiego, w latach 1974-1977 odbyła studia doktoranckie w Wyższej Szkole Pedagogicznej w Krakowie. Tam w 1977 obroniła pracę doktorską Analiza pozawerbalna poezji napisaną pod kierunkiem Stanisława Burkota, za którą dostała I nagrodę w dziale prac doktorskich na III Biennale Sztuki dla Dziecka w Poznaniu. W tym samym roku rozpoczęła pracę na WSP (od 1999 przekształconej w Akademię Pedagogiczną im. Komisji Edukacji Narodowej). W 1993 uzyskała stopień doktora habilitowanego na podstawie pracy Archetypy literatury dziecięcej, w 1999 otrzymała tytuł profesora nauk humanistycznych.
Od 2000 kierowała Katedrą Literatury dla Dzieci i Młodzieży w Instytucie Filologii Polskiej AP.
W wyborach parlamentarnych w 2005 startowała bez sukcesu w wyborach do Senatu w okręgu wyborczym nr 12 jako kandydatka Partii Demokratycznej – demokraci.pl (zdobyła 39 959 głosów).
W 2023 została członkiem honorowym Polskiej Sekcji IBBY. Została odznaczona Złotym Krzyżem Zasługi i Medalem Komisji Edukacji Narodowej
Jej mężem był Jacek Baluch (zm. 2019), z którym miała troje dzieci, Małgorzatę, Wojciecha i Katarzynę.

## Twórczość
W konkursie "Książka roku" Polskiej Sekcji IBBY otrzymała w 1996 wyróżnienie za książki Pogaduszki do poduszki (o literaturze dla najmłodszych) i Ceremonie literackie, a więc obrazy, zabawy i wzorce w utworach dla dzieci. Opublikowała także m.in. Poezja współczesna w szkole podstawowej (1984), Dziecko i świat przedstawiony czyli tajemnice dziecięcej lektury (1987), Czyta, nie czyta... (o dziecku literackim) (1998), Uważne czytanie. W kręgu liryki XX wieku (2000), Od ludus do agora. Rozważania o książkach dla dzieci i młodzieży i o sposobach lektury, które wiodą od zabawy do poważnej rozmowy o literaturze (2003), Książka jest światem. O literaturze dla dzieci małych oraz dla dzieci starszych i nastolatków (2005), Od form prostych do arcydzieła. Wykłady, prezentacje, notatki, przemyślenia o literaturze dla dzieci i młodzieży (2008). Dla serii Biblioteka Narodowa przygotowała tom Poezje i próby dramatyczne Tytusa Czyżewskiego (1992). Jest także autorką utworów literackich: Przytulanki, pomyślanki i pocieszanki (1996), Echobajki (2000), Narcyz to ja! Mitopeje i mitomanie literackie (2000), ...tylko w Krakowie (od kościółka do kościółka) (2002), Gołąbki, czyli opowiadania dla staruszków (2002), Kot ma psa. Dla i o nastolatkach (2002), Kołowanki filozoficzne dla dzieci. Dobre rady (na każdy krok) (2003), Bezdech (2004), Kreska i kreska (2005), Bajarz krakowski. Baśnie, legendy, opowieści i wiersze o dawnym i współczesnym Krakowie (2012), Jutro odlot! Liryka rozłączenia, rozstania, odejścia (2013).